# Mehiška nogometna reprezentanca
Mehiška nogometna reprezentanca (vzdevek El Tri) je nogometna reprezentanca, ki predstavlja Mehiko na mednarodnih nogometnih tekmah. Reprezentanco nadzoruje Federación Mexicana de Fútbol (FEMEXFUT). Trenutno je reprezentanca uvrščena na 18. mesto Fifine lestvice.

## Nastopi

### Svetovno prvenstvo
- 1930 - Krog 1
- 1934 - Se niso uvrstili
- 1938 - Se umaknili
- 1950 - Krog 1
- 1954 - Krog 1
- 1958 - Krog 1
- 1962 - Krog 1
- 1966 - Krog 1
- 1970 - Četrtfinale
- 1974 - Se niso uvrstili
- 1978 - Krog 1
- 1982 - Se niso uvrstili
- 1986 - Četrtfinale
- 1990 - Diskvalificirani
- 1994 - Krog 2
- 1998 - Krog 2
- 2002 - Krog 2
- 2006 - Krog 2

### Zlati pokal
- 1991 - 3. mesto
- 1993 - Prvaki
- 1996 - Prvaki
- 1998 - Prvaki
- 2000 - Četrtfinale
- 2002 - Četrtfinale
- 2003 - Prvaki
- 2005 - Četrtfinale

### Copa América
- 1993 - 2. mesto
- 1995 - četrtfinale
- 1997 - 3. mesto
- 1999 - 3. mesto
- 2001 - 2. mesto
- 2004 - četrtfinale

### Pokal konfederacij
- 1992 - Se niso uvrstili
- 1995 - 3. mesto
- 1997 - Krog 1
- 1999 - 1. mesto
- 2001 - Krog 1
- 2003 - Se niso uvrstili
- 2005 - 4. mesto

## Igralci

### Trenutno moštvo
| Št. | Položaj | Igralec                    | Datum rojstva (starost) | Nastopi | Klub                |
| --- | ------- | -------------------------- | ----------------------- | ------- | ------------------- |
| 1   | GK      | Guillermo Ochoa            | 13. julij 1985          | 48      | América             |
| 2   | DF      | Francisco Javier Rodríguez | 20. oktober 1981        | 54      | PSV                 |
| 3   | DF      | Carlos Salcido             | 2. april 1980           | 81      | Fulham              |
| 4   | MF      | Rafael Márquez             | 13. februar 1979        | 98      | New York Red Bulls  |
| 5   | DF      | Leobardo López             | 4. september 1983       | 9       | Pachuca             |
| 6   | MF      | Gerardo Torrado            | 30. april 1979          | 120     | Cruz Azul           |
| 7   | MF      | Pablo Barrera              | 21. junij 1987          | 28      | West Ham United     |
| 8   | MF      | Antonio Ríos               | 24. oktober 1988        | 2       | Toluca              |
| 9   | FW      | Enrique Esqueda            | 19. april 1988          | 7       | América             |
| 10  | FW      | Giovani dos Santos         | 11. maj 1989            | 34      | Tottenham Hotspur   |
| 11  | DF      | Jorge Iván Estrada         | 16. oktober 1983        | 1       | Santos Laguna       |
| 12  | GK      | José de Jesús Corona       | 26. januar 1981         | 11      | Cruz Azul           |
| 13  | DF      | Édgar Dueñas               | 5. marec 1983           | 4       | Toluca              |
| 14  | FW      | Javier Hernández           | 1. junij 1988           | 20      | Manchester United   |
| 15  | DF      | Héctor Moreno              | 17. januar 1988         | 14      | AZ                  |
| 16  | FW      | Javier Orozco              | 16. november 1987       | 3       | Cruz Azul           |
| 17  | FW      | Elías Hernández            | 29. april 1988          | 4       | Morelia             |
| 18  | MF      | Andres Guardado            | 28. september 1986      | 8       | Deportivo La Coruña |
| 19  | DF      | Jonny Magallón             | 21. november 1981       | 53      | Chivas              |
| 20  | DF      | Jorge Torres Nilo          | 16. januar 1988         | 9       | UANL                |

### Znameniti igralci
- Jared Borgetti
- Cuauhtémoc Blanco
- Jorge Campos
- Antonio Carbajal
- Alberto García Aspe
- Luis García
- Carlos Hermosillo
- Luis Hernández
- Rafael Márquez
- Manuel Negrete
- Daniel Osorno
- Francisco Palencia
- Pavel Pardo
- Hugo Sánchez
- Carlos Salcido
- Oswaldo Sánchez
- Claudio Suárez
- Ramón Ramírez
- Luis Roberto Alves
- Luis Miguel Salvador
- Francisco Fonseca
- Carlos Vela
- Giovanni Dos Santos
- Andrés Guardado

## Selektorji
| Selektor               | Čas       | Odigrane tekme | Zmage | Neodločene | Izgubljene | % zmag  | Časti                                                   |
| ---------------------- | --------- | -------------- | ----- | ---------- | ---------- | ------- | ------------------------------------------------------- |
| Manuel Lapuente        | 1990-1991 | 11             | 4     | 5          | 2          | 36.36 % |                                                         |
| César Luis Menotti     | 1991-1992 | 19             | 7     | 7          | 5          | 36.84 % |                                                         |
| Cayetano Rodríguez     | 1992      | 1              | 1     | 0          | 0          | 100.0 % |                                                         |
| Ricardo Ferreti (v.d.) | 1993      | 1              | 1     | 0          | 0          | 100.0 % |                                                         |
| Miguel Mejía Barón     | 1993-1995 | 54             | 25    | 17         | 12         | 46.30 % | Zmagovalci Zlati pokal 1993, 2. mesto Copa América 1993 |
| Bora Milutinović       | 1995-1997 | 47             | 21    | 14         | 12         | 44.68 % | Zmagovalci Zlati pokal 1996                             |
| Manuel Lapuente        | 1997-2000 | 55             | 28    | 13         | 14         | 50.91 % | Zmagovalci Zlati pokal 1998, Pokal konfederacij 1999    |
| Gustavo Vargas (v.d.)  | 1999      | 2              | 1     | 1          | 0          | 50.00 % |                                                         |
| Mario Carrillo (v.d.)  | 1999      | 1              | 0     | 1          | 0          | 0.00 %  |                                                         |
| Hugo Sánchez           | 2000      | 3              | 1     | 1          | 1          | 33.32 % |                                                         |
| Enrique Meza           | 2000-2001 | 19             | 5     | 3          | 11         | 26.31 % |                                                         |
| Javier Aguirre         | 2001-2002 | 27             | 17    | 4          | 6          | 62.96 % | 2. mesto Copa América 2001                              |
| Ricardo Lavolpe        | 2003-2006 | 71             | 38    | 16         | 14         | 53.52 % | 1. mesto Zlati pokal 2003                               |